# Sofia (nádraží)
Sofia je hlavní železniční stanice v Sofii, hlavním městě Bulharska. Nachází se asi kilometr severně od centra města nedaleko Lavova mostu, na bulváru Marie Louisy, v bezprostřední blízkosti městského centrálního autobusového nádraží a stanice metra. V roce 2016 byla kompletně zrekonstruována.

## Historie

### První budova
Původní budova sofijského nádraží byla otevřena 1. srpna 1888 v rámci budování trati Cařibrod (Srbské království) – Sofie – Vakarell Jednalo se o první trať společnosti Bulharské státní železnice, která byla postavena výhradně bulharskými inženýry. Budova byla navržena architekty Marinovem, a také Václavem Antonínem Kolářem a stavitelem Václavem Proškem, Čechy, kteří se do nově vytvořeného Bulharského knížectví vydali po získání nezávislosti roku 1878 a pracovně zde působili. Stavba probíhala za účasti italských odborníků pod vedením Ivana Grozeva v letech 1882 až 1888. Jednalo se o jednopodlažní budovu, 96 metrů dlouhou a 12 metrů širokou, s malou hodinovou věží směřující k pohoří Vitoša a druhým podlažím v západní a východní části. Prvním přednostou stanice byl Josif Karapirov. Nádraží Sofia bylo několikrát renovováno a rozšířeno.

### Druhá budova
Stará budova byla zcela zbořena 15. dubna 1974, aby ustoupila výstavbě nového brutalistického nádraží, započaté roku 1971. Nová budova byla otevřena 6. září 1974 podle návrhu společnosti Transproekt pod vedením hlavního architekta Milka Becheva. Má dvě podzemní a tři nadzemní podlaží, obklady jsou převážně z bílého mramoru. Budova a náměstí před ní byly podstatně renovovány a rekonstruovány v roce 2000 za Milana Dobreva, mj. byly přidány tahové prvky ve stylu olympijského stadionu Mnichov o ploše 4 500 m². Výrazně modernizován byl i interiér. Celý projekt stál 3,5 milionu USD. K další velké rekonstrukci pak došlo roku 2016.

## Doprava
Mezi lednem a červencem 2004 odbavila stanice 2 323 844 cestujících, což je 11,8 % všech cestujících v železniční síti země za toto období. Denně stanicí projde v průměru 10 910 lidí a projede průměrně 166 vlaků (84 přijíždějících a 82 odjíždějících). Stanice má 30 pokladen a 5 elektronických tabulí s jízdními řády.
Vlaková spojení fungují do hlavních mezinárodních destinací: Bělehrad, Bukurešť, Istanbul, Niš a Soluň.
Spojení na regionální a mezinárodní autobusové spoje zajišťuje blízké Centrální autobusové nádraží Sofie, které leží vedle vlakového nádraží. Nádraží je rovněž obsluhováno stanicí na lince 2 metra v Sofii, tramvajovými spoji a autobusy sofijské veřejné dopravy.